# I Feel Good (ER)
I Feel Good is de eenentwintigste aflevering van het vijftiende seizoen van de televisieserie ER, die voor het eerst werd uitgezonden op 26 maart 2009.

## Verhaal
Dr. Banfield wil de achtergelaten baby zelf adopteren, haar teleurstelling is groot als de biologische moeder op komt dagen en de baby terugeist. Zij wil toch proberen om de moeder over te halen om haar baby af te staan voor adoptie. De moeder weigert dit, maar na een overdenking besluit zij toch de baby af te staan voor adoptie, dit tot grote vreugde van dr. Banfield. 
De doktoren en verpleegsters van de SEH helpen mee aan een kinderkamp, voor kinderen die herstellende zijn van een openhartoperatie, die in het ziekenhuis plaatsvindt. Dr. Morris nodigt zijn vriendin Diaz uit om mee te helpen, tijdens het kamp vraagt dr. Morris haar ten huwelijk. Dr. Brenner krijgt een vriendschap met een kind die niet zo veel zin heeft in het kamp, later ontdekt dr. Brenner dat hij pas geleden een goede vriend heeft verloren die mee zou gaan naar het kamp. 

## Rolverdeling

### Hoofdrollen
- Parminder Nagra - Dr. Neela Rasgrota
- John Stamos - Dr. Tony Gates
- Scott Grimes - Dr. Archie Morris
- David Lyons - Dr. Simon Brenner
- Angela Bassett - Dr. Cate Banfield
- Courtney B. Vance - Russell Banfield
- Shane West - Dr. Ray Barnett
- Linda Cardellini - verpleegster Samantha Taggart
- Laura Cerón - verpleegster Chuny Marquez
- Louie Liberti - ambulancemedewerker Bardelli
- Brendan Patrick Connor - ambulancemedewerker Reidy
- Troy Evans - Frank Martin
- Justina Machado - Claudia Diaz

### Gastrollen (selectie)
- Tom Arnold - The Big Kahuna
- Hedy Burress - Joanie Moore
- Ariel Winter - Lucy Moore
- Rooney Mara - Megan
- Dagney Kerr - Hedda Lanford
- Tatum McCann - Emily
- Noah Munck - Logan
- Scott Paulin - Dr. Kirsch
- Kesun Loder - Felix Kirsch
- Albie Selznick - Mr. Lanford
- Makenzie Vega - Vera